# San José de Guaribe (Venezuela)
Pour les articles homonymes, voir San José de Guaribe.
San José de Guaribe est une ville de l'État de Guárico au Venezuela, capitale de la paroisse civile de San José de Guaribe et chef-lieu de la municipalité de San José de Guaribe.